# Большая Чалыкла
Большая Чалыкла́ (Чалыкла́) — река в России, протекает в Озинском и Пугачёвском районах Саратовской области.

## География и гидрология
Большая Чалыкла левобережный приток реки Камелик, её устье находится в 69 километрах от устья Камелика. Длина реки — 155 километров. Площадь водосборного бассейна — 3330 км².
В 58 километрах от устья, по левому берегу реки впадает река Голенькая. В 20 километрах от устья, по левому берегу реки впадает река Кривая Отнога. В 12 километрах от устья, по левому берегу реки впадает река Малая Чалыкла. В 27 километрах от устья, по левому берегу реки впадает река Жестянка.
Крупнейший населённый пункт на реке — Озинки.

## Данные водного реестра
По данным государственного водного реестра России относится к Нижневолжскому бассейновому округу, водохозяйственный участок реки — Большой Иргиз от истока до Сулакского гидроузла. Речной бассейн реки — Волга от верхнего Куйбышевского водохранилища до впадения в Каспий.
Код объекта в государственном водном реестре — 11010001612112100009988.